# Bounty (1960)
Bounty — построенная в 1960 году для фильма «Мятеж на „Баунти“» копия известного британского судна XVIII века Bounty. Судно затонуло 29 октября 2012 года у побережья Северной Каролины от урагана Сэнди. 14 из 16 членов экипажа удалось спастись за 5 часов до гибели судна. Клодин Кристиан была найдена в бессознательном состоянии и доставлена в больницу, где врачи констатировали смерть. Примечательно, что руководителем мятежа на корабле-предшественнике был её однофамилец. Поиски капитана судна, Робина Уолбриджа, продолжались до 1 ноября, но результатов не дали.